# Генріх III (маркграф Майсену)
Генріх III Блискучий (нім. Heinrich III. der Erlauchte, нар. 1218 — пом. 15 лютого 1288 року) — 22-й маркграф Майсену в 1221—1288 роках, 7-й ландграф Тюрингії в 1247—1265 роках (як Генріх II за загальним списком і Генріх I як представник династії Веттін), 20-й пфальцграф Саксонії у 1247—1265 роках, маркграф Нижньої Лужиці в 1221—1288 роках.

## Біографія

### Молоді роки
Походив з династії Веттінів. Другий син Дітриха I, маркграфа Майсену і Нижньої Лужиці, та Юдит з Людовінгів. Точна дата народження Генріха невідома. Згідно з дослідженнями Вольфа Лутца він народився в період між 21 травня і 23 вересня 1218 року. На той момент помер його старший брат Отто, тому Генріх став офіційним спадкоємцем родинних володінь.
У 1221 році після смерті Дітриха I, його володіння успадкував Генріх III. Оскільки Генріх тоді був ще дитиною, то регентом був призначений вуйко Людвіг IV, ландграф Тюрингії. Останній у 1226 році домігся прав на маркграфство Майсен. Втім мати Генріха III домоглася збереження Нижньої Лижиці. У 1227 році після смерті Людвіга IV Тюринзького, мати Генріха III зуміла відновити владу в Майсенській марці. Втім регентом Генріха III було призначено Альбрехта I, герцога Саксонії.

### Самостійне панування
У 1230 році його оголошено повнолітнім. 1234 року пошлюбив представницю династії Бабенбергів. У 1237 році брав участь у хрестовому поході проти пруссів, але облога укріплення Балга виявилася невдалою.
У 1239 році виступив проти маркграфів Бранденбурга Йоганна I і Отто III Побожного, спробувавши розширити свої володіння за рахунок Бранденбургу. В результаті шестирічної війни зазнав поразки. 1245 року за умовами мирного договору Генріх III був змушений поступитися Бранденбургу містами Тельтов, Кепенік (столицею слов'янського племені спревян) і Міттенвальде. Також невдалою була спроба захопити Барнім поблизу Генова. Втім маркграф Майсену зайняв область Шидлов, де він заснував Фюрстенберг-на-Одері.
Генріх III підтримав імператора Священної Римської імперії Фрідріха II Гогенштауфена проти папи римського Целестина IV. В нагороду імператор 1242 року надав Генріху III тимчасові права на ландграфство Тюрингію і пфальцграфство Саксонію. 1243 році донька імператора стала нареченою сина Генріха III — Альбрехта. Того ж року овдовів. Але 1244 року знову одружився з представницею династії Пшемисловичів.
Після смерті в 1247 році ландграфа Тюрингії Генріха IV Распе висунув права на його спадщину. Невдовзі захопив Тюрингію й пфальцграфство Саксонське. Проте йому довелося боротися проти Софії, доньки тюринзького ландграфа Людовика IV. Їй допомагав чоловік Генріх II, герцог Брабантський. З огляду на це намагався заручитися підтримкою Гогенштауфенів, оскільки його суперник був союзником антикороля Вільгельма Голландського.
1250 року надав допомогу королю Німеччини Конраду IV Гогенштауфену. Лише у 1251 році, коли останній залишив країну, Генріх III визнав королем Вільгельма I. Завдяки цьому зумів повністю встановити владу в Тюрингії та пфальцграфстві Саксонському. Після смерті останнього 1256 року Генріх III шукав союзників у боротьбі з Брабантом. У 1263—1264 роках Генріх III завдав поразки союзникам Брабанту в битві біля Безенштедта — Альбрехту I Вельфу, герцогу Брауншвейг-Люнебурзькому, а іншого супротивника — Генріха II Асканія, князя Ангальт-Ашерслебена, захопив у полон. Війна за Тюринзьку спадщину завершилася 1264 року. За її підсумками Генріх III був змушений відмовитися від Гессену, який отримав статусу ландграфства. Його отримав син Софії — Генріх I. Втім більшу частину зумів зберегти за собою.
У 1265 році Генріх III розділив володіння: старшому синові Альбрехту дісталася Тюрингія і пфальцграфство Саксонія, Дітриху — Ландсберзька марка. Собі залишив маркграфства Майсен і Нижня Лужиця. 1268 року помирає друга дружина. Того ж року заснував монастир Нойзелле. 1272 року оженився втретє — Єлизаветі фон Малтіц.
Останні роки життя пройшли в конфліктах з синами. Помер 1288 року в Дрездені. Поховали Генріха III в монастирі Альтцелла.

## Творчість
Відомий як мінезінгер. Його поеми є в Манеському кодексі. Літературознавці позначають його як Генріха Майсенського, проте це іноді призводить до плутанини з мінезингером Генріхом фон Майсеном на прізвисько Фрауенлоб, твори якого також присутні в Манеському кодексі.

## Родина
1. Дружина — Констанція, донька Леопольда VI, герцога Австрії.
Діти:
- Альбрехт (1240—1314), ландграф Тюрингії, Майсену і пфальцграф Саксонії
- Дітрих (1242—1285), маркграф Ландсбергу

2. Дружина — Агнес, донька Венцеслава I Пшемисловича, короля Богемії.
Дітей не було.
3. Дружина — Єлізавета, донька Ульріха фон Мальтіца.
Діти:
- Фрідріх (1273—1316), маркграф Дрездену
- Герман